# Alexander Domínguez
Alexander Domínguez Carabalí (* 5. června 1987, Esmeraldas) je ekvádorský fotbalový brankář a reprezentant, který v současnosti hraje za ekvádorský klub LDU Quito.

## Klubová kariéra
Jeho fotbalová kariéra začala v klubu LDU Quito.

## Reprezentační kariéra
V A-mužstvu Ekvádoru debutoval v roce 2011.
Kolumbijský trenér Ekvádoru Reinaldo Rueda jej nominoval na Mistrovství světa 2014 v Brazílii, kde Ekvádor po prohře 1:2 se Švýcarskem, výhře 2:1 nad Hondurasem a remíze 0:0 s Francií obsadil se čtyřmi body nepostupové třetí místo v základní skupině E. Domínguez byl brankářskou jednotkou a odchytal všechna tři utkání na šampionátu.